# دامیانوو
دامیانوو (به لهستانی:  Damianów) یک روستا در لهستان است که در گمینا ترویانوو واقع شده‌است.